# Kep Enderby
Keppel Earl "Kep" Enderby (25 de gener de 1926 - 7 de gener de 2015) va ser un polític, jurista i esperantista australià.
Va estudiar a Dubbo (New South Wales). Durant la Segona Guerra Mundial va servir a l'exèrcit de l'aire. Va estudiar dret a les universitats de Sydney i de Londres. Des de 1950 va treballar com a jurista i professor. Des de 1962 va impartir conferències universitàries i el 1970 va ser escollit membre del Parlament d'Austràlia. De 1972 a 1975 va ser ministre, primer de producció (Minister for Industry and Innovation) i després de justícia. Fins a la seva jubilació el 1992 va ser jutge del Tribunal Suprem de Nova Gal·les del Sud. Des de 2003 va presidir la societat regional d'eutanàsia voluntària.
Kep Enderby va aprendre la llengua auxiliar internacional esperanto el 1987 i de 1992 a 1997 va ser president de l'Associació Australiana d'Esperanto. També va ser president de l'Associació Universal d'Esperanto (UEA, 1998-2001), sent substituït en el càrrec per Renato Corsetti, i de l'Associació Esperantista de Juristes (1996-2002). El 1999 va ser escollit esperantista de l'any per la revista La Ondo de Esperanto. Kep Enderby també era membre de l'Associació Anacional Mundial i va ser un ferm defensor de la col·laboració entre aquesta entitat i l'Associació Universal d'Esperanto.
De jove també va ser jugador de golf. Així, el 1946 va ser el campió amateur de Nova Gal·les del Sud, va quedar tercer a l'Open d'Austràlia de 1947 i setzè a l'Open Britànic de 1951.